# Bifidobacterium longum
Bifidobacterium longum — вид актинобактерій, які природно виявляються в шлунково-кишковому тракті людини. Вона є однією з перших, що заселяють кишку людини, поруч з Bifidobacterium infantis. Входить у склад різних харчових добавок, як пробіотик, завдяки своїй користі для здоров'я. Це грампозитивна, стержнеподібна бактерія, яка відіграє важливу роль в ферментації олігосахаридів в кишці. Використовуються у профілактиці раку.
У 2002 році три різні види Bifidobacterium, B. infantis, B. longum та B. suis об'єднали в один вид — B.longum. А інші стали підвидами. Bifidobacterium longum — це грампозитивна, каталазно-негативна, паличкоподібна бактерія, присутня в шлунково-кишковому тракті людини, і одна з 32 видів, що належать до роду Bifidobacterium. Це мікроаеротолерантний анаероб і вважається одним з найперших колонізаторів шлунково-кишкового тракту немовлят. При вирощуванні на загальному анаеробному середовищі B. longum утворює білі глянцеві колонії з опуклою формою. Хоча B. longum недостатньо присутній у дорослому шлунково-кишковому тракті, він вважається частиною мікробіоти кишки, I як вважають, виробництво молочної кислоти запобігає росту патогенних організмів. B. longum є непатогенним і часто додається до харчових продуктів.